# 胡孝素
胡孝素（1927年—），女，四川富顺人，中国寄生虫学家，曾任华西医科大学教授、博士生导师。